# Saint-Jean-du-Bois
 Saint-Jean-du-Bois  es una población y comuna francesa, situada en la región de Países del Loira, departamento de Sarthe, en el distrito de La Flèche y cantón de Malicorne-sur-Sarthe.

## Demografía
| 425 | 483 | 527 | 544 | 471 | 491 |
| Para los censos de 1962 a 1999 la población legal corresponde a la población sin duplicidades (Fuente: INSEE [Consultar]) |     |     |     |     |     |